# Горгондзола
Горгондзо́ла, горгонзо́ла, горгонцо́ла (итал. Gorgonzola, ломб. Strachìn de Gurgunzöla, пьем. Gorgonzoeula, эмил.-ром. Strachëin) — один из наиболее известных итальянских сыров, отличающийся характерным островатым вкусом. Родина сыра — Ломбардия; главное производство сыра сосредоточено в окрестностях Милана, Новары, Комо, Павии. Происхождение сыра датируется средними веками. Название происходит от небольшого городка близ Милана. Относится к голубым сырам.

## Изготовление
Сыр вырабатывается из коровьего молока при помощи ферментов и грибка Пеницилл рокфоровый (Penicíllium roquefórti): в молодой сыр делают инъекции пеницилла для равномерного распределения спор грибка, вследствие чего горгонзола на разрезе имеет характерные зелёные полосы. В ходе вызревания сыра в нём остаются введёнными металлические стержни, обеспечивающие доступ воздуха для деятельности грибка. Срок вызревания сыра — 2−4 месяца.
Метод приготовления итальянской горгондзолы используется при производстве немецкого сыра камбоцолы.

## Разновидности
Существует две разновидности горгондзолы: молодой сладковатый сыр Gorgonzola Dolce (он же Cremificato) и более плотный и зрелый Gorgonzola Piccante (он же Gorgonzola Naturale, Gorgonzola Montagna или Mountain Gorgonzola). Отличаются они не только консистенцией и вкусом, но и цветом прожилок.

## Использование
Лучшим дополнением к горгондзоле считаются красные плотные вина, однако нередко допускаются другие сочетания. Горгондзолу обычно используют как десертный сыр и зачастую применяют в кулинарии (при приготовлении соусов к пасте, ризотто, поленты и др.). В этом случае расплавленный сыр смешивают с оливковым или другим маслом.
Пикантную горгонзолу чаще сочетают с красными винами, сладкую — с белыми.

## Происхождение
В Италии, наряду с сырами тома и моцарелла ди буфала кампанья, обладает статусом DOP (Denominazione di origine protetta).